# Luigi Sincero
Luigi Sincero (né le 26 mars 1870 à Trino Vercellese au Piémont, Italie et mort le 7 février 1936 à Rome) est un cardinal italien du début du XXe siècle.

## Biographie
Luigi Sincero étudie à Vercelli et à Rome. Après son ordination  il est professeur et chanoine dans le diocèse de Vercelli et il exerce des fonctions au sein de la Curie romaine, notamment comme auditeur à la Rote romaine et comme secrétaire du Collège des cardinaux.
Le pape Pie XI le crée cardinal lors du consistoire du 23 mai 1923. Il est camerlingue du Sacré Collège en 1930-1931. Sincero est secrétaire de la Congrégation pour les Églises orientales en 1927 et président du Conseil pontifical pour les textes législatifs en 1934.
Il meurt le 7 février 1936 à l'âge de 65 ans.

## Succession apostolique
Luigi Sincero a ordonné les évêques suivants :
- Évêque Luigi Bondini, O.F.M.Conv. (1929)
- Archevêque Carlo Margotti (1930)
- Évêque Kidanè-Maryam Cassà (1930)
- Archevêque Egidio Lari (it) (1931)
- Archevêque Torquato Dini (en) (1934)